# Noord-Duits voetbalkampioenschap 1923/24
In 1923/24 werd het achttiende voetbalkampioenschap gespeeld dat georganiseerd werd door de Noord-Duitse voetbalbond.
Hamburger SV werd kampioen en plaatste zich zo voor de eindronde om de Duitse landstitel. Na winst tegen Vereinigte Breslauer Sportfreunde en SpVgg 1899 Leipzig plaatste de club zich voor de finale tegen 1. FC Nürnberg, die met 2-0 verloren werd.

## Deelnemers aan de eindronde
| Club                      | Gekwalificeerd als                  |
| ------------------------- | ----------------------------------- |
| Hamburger SV              | Kampioen van Groot-Hamburg/Alster   |
| FC Union 03 Altona        | Kampioen van Groot-Hamburg/Elbe     |
| VfR Lübeck                | Kampioen van Lübeck-Mecklenburg     |
| VfR 1907 Harburg          | Kampioen van Noord-Hannover         |
| Kieler SV Holstein 1900   | Kampioen van Sleeswijk-Holstein     |
| SV Arminia Hannover       | Kampioen van Südkreis I             |
| SV Eintracht Braunschweig | Kampioen van Südkreis II            |
| SV 1907 Stralsund         | Kampioen van Strelitz-Voor-Pommeren |
| VfB Komet 1896 Bremen     | Kampioen van Westkreis-Jade         |
| VfB Wilhelmshaven         | Kampioen van Westkreis-Weser        |

## Eindronde

### Kwalificatie
De wedstrijd tussen Komet Bremen en Arminia Hannover werd na 45 minuten bij een 0-1 stand stilgelegd omdat het veld onbespeelbaar was. Hieronder staat de replay weergegeven. 
|               |                           |       |                   |  |
| 16 maart 1924 | SV Eintracht Braunschweig | 4 - 0 | VfB Wilhelmshaven |  |
| 16 maart 1924 |                           |       |                   |  |

|               |              |       |                   |  |
| 16 maart 1924 | Hamburger SV | 8 – 0 | SV 1907 Stralsund |  |
| 16 maart 1924 |              |       |                   |  |

|               |                         |       |            |  |
| 16 maart 1924 | Kieler SV Holstein 1900 | 5 - 1 | VfR Lübeck |  |
| 16 maart 1924 |                         |       |            |  |

|  |                       |              |                     |  |
|  | VfB Komet 1896 Bremen | 2 - 1 (n.v.) | SV Arminia Hannover |  |
|  |                       |              |                     |  |

|               |                  |       |                    |  |
| 16 maart 1924 | VfR 1907 Harburg | 3 - 4 | FC Union 03 Altona |  |
| 16 maart 1924 |                  |       |                    |  |

### Finaleronde
| Plaats | Club                      | Wed. | W | G | V | Saldo | Ptn. |
| ------ | ------------------------- | ---- | - | - | - | ----- | ---- |
| 1.     | Hamburger SV              | 4    | 3 | 1 | 0 | 16:3  | 7:1  |
| 2.     | FC Union 03 Altona        | 3    | 1 | 2 | 0 | 7:5   | 4:2  |
| 3.     | Kieler SV Holstein 1900   | 4    | 1 | 1 | 2 | 9:14  | 3:5  |
| 4.     | SV Eintracht Braunschweig | 3    | 1 | 0 | 2 | 4:4   | 2:4  |
| 5.     | VfB Komet 1896 Bremen     | 4    | 1 | 0 | 3 | 5:15  | 2:6  |

|  | Kampioen, geplaatst voor nationale eindronde |